# Epioblasma propinqua
Epioblasma propinqua är en musselart som först beskrevs av I. Lea 1857.  Epioblasma propinqua ingår i släktet Epioblasma och familjen målarmusslor. IUCN kategoriserar arten globalt som utdöd. Inga underarter finns listade i Catalogue of Life.